# Sage Group
The Sage Group plc é uma empresa multinacional britânica de softwares sediada em Newcastle upon Tyne, Tyne and Wear, Inglaterra. É a segunda maior empresa de tecnologia do Reino Unido e a terceira maior fornecedora mundial de softwares de planejamento de recursos empresariais. Foi fundada em 1981 por David Goldman, Paul Milford Muller e Graham Wylie.

## História

### De 1981 a 2000
A empresa foi fundada por David Goldman, Paul Muller e Graham Wylie, em 1981, em Newcastle, a fim de desenvolver softwares de contabilidade para pequenas empresas.
Graham Wylie, então estudante na Universidade de Newcastle, foi contratado para um emprego de verão em uma pequena empresa de contabilidade financiada pelo governo com o intuito de criar um software que ajudasse na manutenção dos registros. Essa se tornou a base do Sage Line 50. Em seguida, foi contratado por David Goldman para criar um software de estimativas para sua empresa de impressão, a Campbell Graphics. Graham utilizou o mesmo software de contabilidade para produzir a primeira versão do Sage Accounts. David ficou tão impressionado que contratou Graham e o acadêmico Paul Muller para formar a Sage, vendendo seu software, primeiramente, para empresas de impressão e, em seguida, para um mercado mais amplo, através de uma rede de revendedores.
Em 1984, a empresa lançou o Sage Software, para o Amstrad PCW. Naquele ano, as vendas, que iniciaram com apenas 30 cópias, cresceram para mais de 300 ao mês.
No ano de 1989 passou a integrar a bolsa de valores de Londres.
Em 1999, a Sage ingressou no FTSE 100.

### De 2000 a 2010

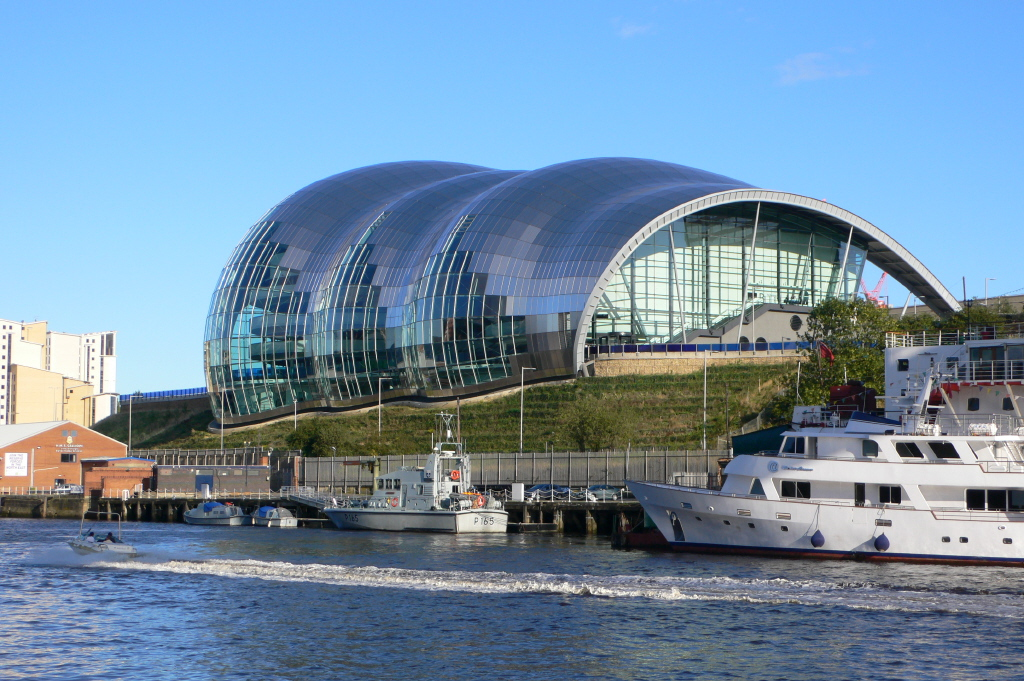
O Sage Gateshead, localizado às margens do Rio Tyne, leva o nome da empresa.

Em 2000, as ações da Sage foram nomeadas de "ações de melhor desempenho dos anos 1990 no Reino Unido".
Em 2001, a Sage adquiriu a Interact Commerce Inc. e, com isso, entrou no mercado de Gestão de Relacionamento com o Cliente.
Em 2002, ganhou o prêmio "Empresa do Ano" do National Business Awards. Também nesse ano, investiu £6m para a construção do novo Centro de Música em Gateshead - agora conhecido como Sage Gateshead -, sendo este o maior patrocínio em artes já feito no Reino Unido.
Em 2002, Graham Wylie, foi classificado como o 109º britânico mais rico pelo Sunday Times. Em 2003, então com 43 anos de idade, se aposentou, tendo 108,5 milhões de ações da Sage que valem £146m.

### De 2010 até o presente
Em 19 de abril de 2010 a Sage anunciou que o seu CEO, Paul Walker, mostrou interesse em sair de sua posição de Chefe Executivo, posição esta que ocupou por 16 dos seus 26 anos de Sage. O Financial Times informou que sua saída levaria a especulações sobre o fim das fusões e aquisições por parte da Sage, o que tem sido um componente fundamental para o crescimento do grupo nos últimos 20 anos. Em uma entrevista ao The Times, o CEO da Sage no Reino Unido afirmou: "Aquisições são parte do nosso DNA".
Walker foi um dos mais longevos CEOs de uma empresa integrante do FTSE100, apenas superado por Sir. Martin Sorrell, do WPP; e Aidan Heavey, da Tullow Oil. de Acordo com o Daily Mail, Walker é provável que tenha deixado Sage com o máximo de £21 milhões de dar suas ações, bônus de plano de cargos e salários. Walker deixou a empresa em 1 de dezembro de 2010.